# Barbodes pachycheilus
Barbodes pachycheilus é uma espécie extinta de peixe ciprinídeo endêmico do Lago Lanao em Mindanau, nas Filipinas. Esta espécie atingia um comprimento de 14,5 centímetros.